# 수입 할당제
수입 할당제(輸入割當制)는 정부가 일정 상품의 수입 양을 제한하여 한도를 정하는 보호무역 제도이다. 특정 품목의 양을 규제하는 방식과 특정 국가의 수입 총액을 제한하는 방식이 있다. 수입 할당제는 비교우위를 바탕으로한 일반적인 자유무역으로는 지킬 수 없는 자국의 필수 보호 산업을 지키기 위한 목적으로 실행된다.

## 역사
전통적인 보호 무역 정책은 관세를 부과하는 것이다. 자본주의의 성장 과정에서 후발 주자였던 미국과 독일 등은 수입품에 대해 높은 관세를 부과 하여 자국의 산업을 보호하고자 하였다. 미국의 초대 재무부 장관 알렉산더 해밀턴은 영국으로부터 경제적 독립을 위해 관세를 통한 보호무역을 추진하였고, 독일의 프리드리히 리스트는 국가가 육성하고자 하는 핵심 유치산업의 보호를 위해 관세 정책을 시행하였다. 관세를 부과하면 해당 상품의 판매가격이 올라가기 때문에 수요를 억제하게 된다. 품질이 크게 차이가 나지 않는다면 소비자들은 가격이 싼 국내 물품을 구매하기 마련이다.
관세를 통한 전통적인 보호 무역 정책은 대공황에 이르러 더 이상 작동하지 않게 되었다. 1930년 6월 미국이 먼저 농업과 공업 제품 전반에 높은 관세를 부과하는 스무트-할리 관세법을 제정하자 세계는 급격히 보호무역 체제로 변화하였고 그로 인해 세계 무역량은 급감하였다. 당시 세계를 식민주의로 분점하고 있던 열강들은 금융위기를 본국과 식민지 간의 블록 경제를 통해 해결하고자 하였다. 1930년대 영국의 영연방에 대한 수출 비중은 그전 시기의 44.4 %에서 49.8 % 로 증가하였고 수입 비중 역시 30.2 %에서 41.9 % 로 크게 증가하였다. 프랑스도 식민지로부터 수입 비중은 12.0 %에서 27.1 % 로, 식민지에 대한 수출 비중은 18.8 %에서 27.5 % 로 두배가 넘게 증가하였다. 일본 역시 자신의 식민지인 조선, 타이완, 만주국 등지에 대한 수출 비중은 18.3 %에서 41.0 % 로, 수입 비중은 14.2 %에서 39.0 % 로 크게 증가하였다.
블록 경제와 높은 관세에도 산업 침체가 계속되자 각국은 특정 품목에 대한 수입 할당제를 도입하여 대응하였다. 제일 먼저 수입 할당제를 도입한 나라는 프랑스로 1931년 8월 주류와 목재에 대해 수입 할당량을 책정하였다. 프랑스가 수입 할당제를 도입하자 다른 나라들도 프랑스에 대응한다는 명목으로 저마나 수입 할당제를 시작하였다.
당시는 물론이고 오늘날에도 무역 규제는 경제적 이유뿐만 아니라 정치적 이유에서도 이루어진다. 1930년대의 블록 경제와 극심한 보호무역은 결국 나치 독일의 부상을 가져왔다는 주장이 있다. 제2차 세계대전 이후 세계는 GATT에 이은 WTO를 중심으로 보호무역이 아닌 자유무역을 바탕으로 한 무역 체계를 구축하였다. 그러나 극단적인 자유무역은 각국이 처한 산업 구조의 문제를 도외시하여 시장 실패를 부른다는 비판이 있고, 이에 따라 여러 나라들은 수입 할당제를 포함한 다양한 비관세 장벽을 통해 자국의 산업을 보호하고자 한다.

## 산업 보호
세계 여러 나라는 저마다 다른 산업적 배경을 지니고 있고 단순한 수요와 공급 원리에 방임할 경우 필수 산업이 타격을 입을 수 있다. 장하준은 《나쁜 사마리아인들》에서 후발 산업국이 자국의 주축 산업을 일정한 궤도에 올리기 위해서는 일정한 보호 무역이 필수라고 주장한다. 수입 할당제는 상품의 시장 공급을 제한하는 가장 강력한 보호 무역 제도 가운데 하나이다. 대한민국의 경우 농업의 보호를 위해 오랫 동안 농산물 수입량을 제한해 왔다. 그러나 우루과이 라운드 이후 점차적으로 제한량을 줄이고 있으며 이 때문에 농민들과 정부 사이에 늘 갈등이 있다. 대한민국 뿐만아니라 농산물 무역은 늘 국제 무역 분쟁의 이슈로 떠오른다. 수출하는 쪽에서는 자유 무역을 앞세우고, 수입하는 쪽에서는 산업 보호와 식량의 전략적 가치를 내세우기 때문이다. 2020년 1월 중국은 미국과의 무역 분쟁 중에 미국 농산물의 수입 할당량을 올리지 않기로 결정하여 이를 무역 협상 전략으로 활용하였다. 한편 대한민국 정부는 농산품의 수입 할당제를 폐지하는 대신 급증하는 수입 품목에 대해 일시적으로 높은 관세를 부가하는 세이프 가드 제도를 도입하였지만 한미 FTA와 같은 양자 무역 협정에서 이를 회피하는 규정을 두어 관세 장벽 마저 무력화되었다는 비판을 받았다.

### 스크린 쿼터
영화 산업의 경우 스크린쿼터는 대표적인 수입 할당제 사례이다. 1927년 영국은 자국의 영화 산업 보호를 위해 10년간 스크린쿼터를 도입하였다. 대한민국은 1967년부터 스크린쿼터를 시행하였고 영화를 수입하는 측에서 이에 대해 헌법에 어긋난다는 주장을 하였으나 1995년 헌법재판소는 합헌이라는 결정을 한 바 있다. 한때 146일 이상이던 대한민국의 스크린 쿼터는 2006년 상영일을 기준으로 73일까지 축소되었다. 그 사이 21세기의 대한민국 영화산업은 크게 성장하여 더 이상 스크린쿼터의 의미가 없다는 주장도 나온다. 오히려 복합 상영관의 스크린 독점이 더 문제라는 것이다. 그러나 한국 영화 산업의 성장은 스크린쿼터의 보호가 큰 몫을 차지했다는 주장도 있다.

## 여러 나라의 사례
- 2019년 한일 무역 분쟁이 일어나자 일본은 대한민국의 여러 품목에 대해 수입 할당제를 실시하였다.[21]
- 대만은 식용 쌀을 비롯한 16개 품목의 농산물에 대해 수입 할당제를 실시하고 있다.[22]
- 칠레는 미국, 일본을 비롯한 여러 나라와 자유무역협정을 채결하면서 자동차, 닭고기 등 민감한 품목에 대해 수입 할당제를 도입하였다.[23]
- 멕시코는 일본산 자동차의 일정량을 무관세로 수입한다. 수입 품목에 대해 관세를 부과하지 않는 수량을 정하는 것 역시 수입 할당제의 한 종류이다.[24]

## 같이 보기
- 비관세 장벽
- 관세 할당 제도